# Ethambutol/isoniazid/rifampicin
Etambutol/isoniazida/rifampicina é um medicamento combinado de dose fixa usado para tratar a tuberculose. Contém etambutol, isoniazida e rifampicina. É usado juntamente ou com outros medicamentos antituberculose. É tomado por via oral. Os efeitos secundários são os dos medicamentos subjacentes. O uso pode não ser adequado em crianças.
Encontra-se na Lista de Medicamentos Essenciais da Organização Mundial da Saúde.